# مارك جويس
مارك جويس (بالإنجليزية: Mark Joyce)‏ هو لاعب سنوكر بريطاني، ولد في 11 أغسطس 1983 في إنجلترا في المملكة المتحدة.

## روابط خارجية
- مارك جويس على موقع CueTracker.net (الإنجليزية)
- مارك جويس على موقع بطولة العالم للسنوكر (الإنجليزية)